# Monschau
Monschau (före 9 augusti 1918: Montjoie) är en stad i Städteregion Aachen i Regierungsbezirk Köln i förbundslandet Nordrhein-Westfalen i Tyskland.